# 伊卢派尤拉尼
伊卢派尤拉尼（Iluppaiyurani），是印度泰米尔纳德邦Toothukudi县的一个城镇。总人口11843（2001年）。

## 人口
该地2001年总人口11843人，其中男性5878人，女性5965人；0—6岁人口1202人，其中男610人，女592人；识字率71.68%，其中男性为77.99%，女性为65.47%。